# 111 TCN
Năm 111 trước công nguyên (TCN) là một năm trong lịch Julius.

## Mất
Triệu Duơng Vuơng, vua nước Nam Việt

## Sự kiện
Nhà Hán chiếm được Nam Việt cũ và chia lại thành 3 quận: Giao Chỉ, Cửu Chân và Nhật Nam (bao gồm Bắc Trung Bộ đến Quảng Nam ngày nay), gộp với 6 châu của Trung Quốc thành châu Giao